# Ерик Сполстра
Ерик Џон Сполстра (енгл. Erik Jon Spoelstra; Еванстон, Илиноис, 1. новембар 1970) амерички је кошаркашки тренер и бивши кошаркаш филипинског порекла. Тренутно је тренер Мајами хита, који предводи од 2008. Сполстра се сматра једним од најбољих садашњих тренера у НБА као и једним од најбољих тренера у историји лиге. Сполстра је први Американац пореклом из Азије који је постао главни тренер екипе у неком од четири највећа спортска првенства у Северној Америци. Уједно је и први азијски Американац који је као главни тренер освојио титулу у НБА.
На колеџу је играо за екипу Портланд пајлотса. Играчку каријеру је провео у Немачкој где је начинио и прве тренерске кораке. Био је помоћни тренер и директор одсека за скаутинг у Мајамију од 2001. до 2008. За то време је Мајами био првак НБА 2006. Постао је главни тренер те екипе пред сезону 2008/09. Током његовог мандата Мајами је шест пута био учесник финала, а титуле је освајао 2012. и 2013. 

## Статистика тренерске каријере
| Тим        | Година   | У     | ПОБ | ПОР | УС%   | Пласман             | ПУ  | ППОБ | ППОР | ПУС%  | Пласман у плеј-офу      |
| ---------- | -------- | ----- | --- | --- | ----- | ------------------- | --- | ---- | ---- | ----- | ----------------------- |
| Мајами хит | 2008/09. | 82    | 43  | 39  | 0,524 | Први на Југоистоку  | 7   | 3    | 4    | 0,429 | Прво коло               |
| Мајами хит | 2009/10. | 82    | 47  | 35  | 0,573 | Трећи на Југоистоку | 5   | 1    | 4    | 0,200 | Прво коло               |
| Мајами хит | 2010/11. | 82    | 58  | 24  | 0,707 | Први на Југоистоку  | 21  | 14   | 7    | 0,667 | Финале                  |
| Мајами хит | 2011/12. | 66    | 46  | 20  | 0,697 | Први на Југоистоку  | 23  | 16   | 7    | 0,696 | Првак                   |
| Мајами хит | 2012/13. | 82    | 66  | 16  | 0,805 | Први на Југоистоку  | 23  | 16   | 7    | 0,696 | Првак                   |
| Мајами хит | 2013/14. | 82    | 54  | 28  | 0,659 | Први на Југоистоку  | 20  | 13   | 7    | 0,650 | Финале                  |
| Мајами хит | 2014/15. | 82    | 37  | 45  | 0,451 | Трећи на Југоистоку | —   | —    | —    | —     | Пропуштен плеј-оф       |
| Мајами хит | 2015/16. | 82    | 48  | 34  | 0,585 | Први на Југоистоку  | 14  | 7    | 7    | 0,500 | Полуфинале конференције |
| Мајами хит | 2016/17. | 82    | 41  | 41  | 0,500 | Трећи на Југоистоку | —   | —    | —    | —     | Пропуштен плеј-оф       |
| Мајами хит | 2017/18. | 82    | 44  | 38  | 0,537 | Први на Југоистоку  | 5   | 1    | 4    | 0,200 | Пораз у првом колу      |
| Мајами хит | 2018/19. | 82    | 39  | 43  | 0,476 | Трећи на Југоистоку | —   | —    | —    | —     | Пропуштен плеј-оф       |
| Мајами хит | 2019/20. | 73    | 44  | 29  | 0,603 | Први на Југоистоку  | 21  | 14   | 7    | 0,667 | Финале                  |
| Мајами хит | 2020/21. | 72    | 40  | 32  | 0,556 | Други на Југоистоку | 4   | 0    | 4    | 0,000 | Прво коло               |
| Мајами хит | 2021/22. | 82    | 53  | 29  | 0,646 | Први на Југоистоку  | 18  | 11   | 7    | 0,611 | Финале конференције     |
| Мајами хит | 2022/23. | 82    | 44  | 38  | 0,537 | Први на Југоистоку  | 23  | 13   | 10   | 0,565 | Финале                  |
| Укупно     | Укупно   | 1.195 | 704 | 491 | 0,589 |                     | 184 | 109  | 75   | 0,592 |                         |